# Emmanuel Civiello
 (juin 2019).
Emmanuel Civiello est un auteur français de bande dessinée né le 17 février 1973 à Lille. Emmanuel Civiello vit actuellement[Quand ?] en Chine.
Le dessin de Civiello est très réaliste et détaillé. Ses albums sont tous en couleur directe. Civiello a réalisé plusieurs albums de bande dessinée seul ou avec un scénariste. Il a également illustré plusieurs livres.

## Biographie
Après ses années lycée, il   part en Belgique. Il commence tout d’abord par des études de peinture monumentale aux Beaux-Arts de Bruxelles, puis il intègre l’atelier d’illustration à l’institut Saint Luc qu’il quitte la même année pour réaliser à sa première bande dessinée.
En 1996 paraît le premier tome d’un conte féerique, La Graine de folie (Ed. Delcourt). Civiello a assuré les textes des trois premiers tomes avant la reprise de Thomas Mosdi, en 2002 pour clore la série.
Sa deuxième série (toujours aux éd. Delcourt), Korrigans, est scénarisée par Thomas Mosdi. C'est lors de la création de cette série que les deux auteurs se sont rencontrés. La trame de cette série est fantastique et historique.
En 2005, Civiello change de style avec Mamma mia, scénarisé par Hélène Herbeau, sur la mafia des années 1930.
En 2008, Civiello publie Humphrey Dumbar, le croquemitaine (Ed. Delcourt). En 2010, il s'associe de nouveau avec la scénariste Hélène Herbeau pour produire un conte chinois La Dynastie des Dragons. Composé de trois tomes, ce conte chinois mélange faits réels et le fantastique. 
Il illustre en 2002 les écrits de Catherine Quenot pour « L’école des apprenties sorcières » (Ed. Albin Michel), ainsi que les livres Les Elfes et Les Nains. Il réalise également diverses commandes de couvertures d’albums ou d’affiches.

## Technique
La plupart du temps, Civiello travaille en grand format et en couleurs directes. Il réalise en moyenne 1 planche tous les trois jours. 
Il apprécie particulièrement René Hausman (Laïyna- éd. Dupuis) et les illustrateurs anglais Brian Froud et Alan Lee. Mais au fil des années, ses goûts se portent plus vers les illustrateurs américains ou dits "américains" comme Bisley (anglais), Frazetta, Jeffrey Jones et surtout Drew Struzan pour ces affiches ainsi que la famille Wyet et Norman Rockwell.

## One shots
- Conan le Cimmérien, tome 11 : Le Dieu dans le sarcophage, Glénat, janvier 2021
Scénario : Doug Headline - Dessin et couleurs : Emmanuel Civiello -  (ISBN 978-2-3440-3857-4)

## Séries
- La Graine de folie - Editions Delcourt.
  1. Igguk
  2. Le Grand Ornement
  3. La Morrydwen
  4. Le Roy sans cœur

- Korrigans (4 tomes), scénario de Thomas Mosdi - Editions Delcourt.
  1. Les Enfants de la nuit, 2000  (ISBN 2840554119)[2].
  2. Guerriers de ténèbres, 2004  (ISBN 2847890971).
  3. Le Peuple de Dana, 2006  (ISBN 2756003395)[3],[4].
  4. Le Seigneur du Chaos, 2007  (ISBN 9782756004891)[5]

- Mamma mia (série en cours), scénario d'Hélène Herbeau
  1. Vincenzo Lasagna

- Humphrey Dumbar, le croquemitaine[6], Editions Delcourt, 2008

- Jimmy, l'apprenti croquemitaine

- La Dynastie des Dragons (3 tomes), scénario d'Hélène Herbeau - Editions Delcourt.
  1. La colère de Ying Long
  2. Le chant du Phénix Sortie en janvier 2012
  3. La Prison des âmes

- Rayons pour Sidar adapté du roman de Stefan Wul (2 tomes)
  1. Lorrain[7], scénario de Valérie Mangin, Ankama, 2014
  2. Lionel, scénario de Valérie Mangin, Ankama, 2015